# Z39.50
Z39.50 — клієнт-серверний протокол для пошуку та отримання інформації з віддалених комп'ютерних баз даних. Він описується ANSI/NISO стандартом Z39.50, а також ISO-стандартом 23950. Основна агенція, що обслуговує стандарт — бібліотека Конгресу.
Z39.50 широко застосовний у бібліотечних колах і часто є включений у автоматизовані бібліотечні інформаційні системи та персональні системи управління бібліографічною інформацією. Міжбібліотечні пошукові каталоги для міжбібліотечного абонемента часто реалізовані через запити Z39.50.

### Програмне забезпечення
- Об’єктно-орієнтована модель Z39.50 [Архівовано 21 червня 2008 у Wayback Machine.]
- Інструментарій YAZ [Архівовано 5 грудня 2008 у Wayback Machine.]
- Інструментарій PHP/YAZ [Архівовано 5 грудня 2008 у Wayback Machine.]
- JZKit
- Mercury Z39.50 Client

### Зібрання серверів Z39.50
- Каталог серверів Z35.50 [Архівовано 30 травня 2009 у Wayback Machine.] (Index Data)
- Російські сервери Z39.50 [Архівовано 4 лютого 2007 у Wayback Machine.],  [Архівовано 4 лютого 2007 у Wayback Machine.]
- Каталог серверів Z39.50 [Архівовано 4 жовтня 2011 у Wayback Machine.] (WebClarity Software Inc)
- Реєстр Z-Brary серверів Z39.50 [Архівовано 19 квітня 2022 у Wayback Machine.]
- Каталог польських Z39-50